# Голлівудська вечірка
«Голлівудська вечірка» (англ. Hollywood Party) — американський комедійний мюзикл режисера Річарда Болеславського 1934 року.

## У ролях
- Стен Лорел — Стен
- Олівер Гарді — Олівер
- Джиммі Дюранте — Дюрант
- Джек Перл — барон Мюнхгаузен
- Поллі Моран — Генрієтта Клемп
- Чарльз Баттерворф — Гарві Клемп
- Едді Квіллан — Боб Бенсон
- Джун Клайд — Лінда Клемп
- Лупе Велес